# Yongnan Zhuang jezik
Yongnan Zhuang jezik (ISO 639-3: zyn; ostali nazivi: Bou Rau, Long An, Long’an, Nung An, Southern Zhuang, Yongnan Vernacular of the Southern Dialect of the Zhuang Language, Zhuangyu nanbu fangyan Yongnan tuyu, Yung-ch'un, Yung-shun), centralni tai jezik iz Kine i susjednog Vijetnama. Govori ga oko 1 800 000 ljudi u Kini (2000 J. Edmondson), na jugu Guangxija. Svega oko 10 000 (2000 J. Edmondson) govori ga u Vijetnamu u provinciji Cao Bang.
Priznat je 18. 7. 2007. podijelom nekadašnjeg jezika južni zhuang [ccy]. Član makrojezika Zhuang [zha].

## Vanjske poveznice
- The Zhuang, Yongnan Language